# وريد قولوني أوسط
الوريد القولوني الأوسط يقوم بتصريف القولون المستعرض. هذا الوريد هو من روافد الوريد المساريقي العلوي، وهو يتبع مسار الشريان القولوني الأوسط المرافق له.